# Провінція Сацума
Провінція Сацума (яп. 薩摩国 — сацума но куні, «країна Сацума»; 薩州 — сассю, «провінція Сацума») — історична провінція Японії у регіоні Кюсю на півдні острова Кюсю. Відповідає західній частині сучасної префектури Каґосіма.

## Короткі відомості
Провінція Сацума була утворена у 8 столітті шляхом поділу провінції Хюґа. Центр нової адміністративної одиниці знаходився у сучасному місті Сацума-сендай.
Віддавна землі провінції населяли войовничі племена хаято, яких яматоський уряд наймав для боротьби зі своїми північними ворогами — прото-айнськими племенами еміші. Впродовж 8-9 століть опір місцевих хаято був зламаний, а Сацума була перетворена на рядову японську провінцію.
З 1185 року володарем Сацуми став рід Сімадзу, який утримував ці землі до кінця 19 століття. Провінція знаходилась на перетині східно-азійських торгових шляхів і була досить прибутковою.
У 1549 році у землях Сацуми висадилися перші християнські місіонери на чолі з Франциском Ксав'єром.
З 1600 по 1871 роки на території провінції існувало автономне володіння роду Сімадзу, Сацума-хан, що був залежний від тогочасного всеяпонського уряду — сьоґунату Токуґава.
У 1860-роках Сацума входила до анти-Токуґавського союзу. Війська Сімадзу взяли активну участь у поваленні сьоґунату. Багато вихідців з цієї провінції увійшли до нового уряду Японської імперії.
У результаті адміністративної реформи 1871 року провінція Сацума увійшла до складу префектури Каґосіма.

## Повіти
- Ата 阿多郡
- Еі 頴娃郡
- Ібусукі 揖宿郡
- Ідзумі 出水郡
- Іса 伊佐郡
- Ісаку 伊作郡
- Каванабе 河辺郡
- Каґосіма 鹿児島郡
- Кііре 給黎郡
- Косікідзіма 甑島郡
- Сацума 薩摩郡
- Такі 高城郡
- Таніяма 谿山郡
- Хіокі 日置郡